# Spermacoce arvensis
Spermacoce arvensis là một loài thực vật có hoa trong họ Thiến thảo. Loài này được (Hiern) R.D.Good miêu tả khoa học đầu tiên năm 1927.